# Suziria Group
Suziria Group – українська сімейна група компаній, яка працює на ринку товарів для домашніх тварин. До складу групи входять Suziria Brands, Suziria Distribution, Suziria Charity та мережа зоомаркетів MasterZoo. Станом на 2024 рік портфель Suziria Group включає власні бренди у food, non-food та ветеринарній категоріях, серед яких Savory, Half&Half, Special One, Pet Fashion, Provet, Priroda та Puramur.

## Історія
Suziria Group заснована у 1993 році в Харкові Сергієм і Тетяною Потаповими, коли вони відкрили перший магазин зоотоварів.
У 1994 році розпочато імпорт товарів для тварин з Польщі.
У 1997 році компанія створила перший власний бренд злакових кормів для гризунів і птахів з української сировини TM Природа.
У 1998 році запустила лінію пошиття текстильних виробів для тварин.
У 2000-них Suziria Group налагоджувала прямі контракти з європейськими постачальниками, зокрема стала регіональним дистриб’ютором Royal Canin. Згодом компанія стала ексклюзивним представником Tetra, Gimborn, Trixie, Juwel, Aqua Medic, Rettenmaier.
У 2007 році відкрито перший магазин з мережі MasterZoo за ініціативою Поліни Кошарної, доньки засновників Suziria Group.
У 2013 році Suziria Group розпочала співпрацю з VAFO Praha та імпорт продукції брендів Brit Care та Carnilove до України.
У 2014 році компанія запустила новий напрям – ветеринарне виробництво та ТМ ProVet.
У 2015 році Suziria Group заснувала ГС Об'єднання зообізнесу Україні.
З 2018 року Наглядова рада здійснює контроль за радою директорів і стратегією розвитку групи компаній Suziria Group. Станом на 2024 рік, до наглядової ради входить Поліна Кошарна, Тетяна Потапова, Ірина Стародубова, Олексій Кошарний, Олег Дрінь, Тарас Кириченко, Рената Дельпорте.
У 2019 році Suziria Group отримала сертифікат GMP, що підтверджує відповідність виробництва ветеринарних препаратів ТМ ProVet європейським фармацевтичним стандартам. Компанія стала єдиним в Україні виробником препаратів хобі-груп, атестованим за стандартом GMP. 
У 2021 році створила бренд кормів Savory для котів та собак.
У 2022 році після початку повномасштабного вторгнення, Suziria Group провела часткову релокацію виробництва з Харкова на Захід України . Завдяки інвестиціям у 20 млн гривень компанія запустила нові виробничі потужності в Калуші, забезпечивши безперервність роботи. Також наприкінці 2022 року було відкрито склад у Львові.
У 2023 році Suziria Group відкрила кросдокінговий центр в Одесі та інноваційний склад на Київщині, що значно оптимізувало обробку та підготовку замовлень, забезпечивши своєчасну доставку зоотоварів по всій Україні. У Калуші запрацювало ще одне виробництво компанії, що спеціалізується на виготовленні мʼясних ласощів для собак та котів під брендом Half&Half. У 2023 році Suziria Group належало 11,6% ринку зоотоварів.
У 2024 році Suziria Group розпочала будівництво лінії для виробництва вологих кормів у Калуші за підтримки міжнародних партнерів. Нове виробництво створить понад 130 робочих місць, знизить собівартість продукції, замістить імпорт і розширить географію продажів. Також компанія відкрила крос-докінговий центр у Дніпрі. 

## Напрямки діяльності
Suziria Distribution – найбільший дистриб'ютор зоотоварів в Україні, що є частиною Suziria Group. Компанія співпрацює з понад 6000 B2B-клієнтами, пропонуючи їм широкий вибір з-понад 5000 одиниць товарів, включно з ексклюзивною продукцією 30 провідних міжнародних брендів. Логістична мережа включає склади у Харкові, Львові, Києві та кросдокінгові центри в Одесі й Дніпрі, що дозволяє швидко доставляти замовлення по Україні. 
Suziria Brands – бренд-продуктова компанія, що спеціалізується на розробці та виробництві власних брендів продуктів та товарів для домашніх тварин. У портфелі компанії бренди в категоріях кормів, ласощів, одягу і аксесуарів, ветеринарних препаратів, які експортуються до десяти країн (Ірландія, Польща, Латвія, Чехія, Словаччина, Молдова, Хорватія, Угорщина, Румунія, Грузія):
- Savory – бренд кормів для котів і собак заснований у 2021 році.
- Half&Half – бренд кормів та ласощів для котів і собак.
- Special One – корм та ласощі для птахів та гризунів.
- Pet Fashion – фешн-бренд одягу для котів і собак, що охоплює понад 40% ринку[2].
- ProVET – український виробник ветеринарних препаратів, засобів гігієни та догляду за домашніми улюбленцями.
- Priroda – бренд кормів, ласощів тощо для птахів, гризунів та інших домашніх улюбленців, який займає 39% ринку України в категорії кормів і ласощів для маленьких тварин[2].
- Puramur – бренд професійної косметики для тварин, створений в 2024 році.

MasterZoo – всеукраїнська мережа спеціалізованих зоомаркетів з товарами для домашніх тварин. Асортимент мережі налічує понад 10 тисяч товарів від 120 брендів, серед яких корми та ласощі, іграшки, засоби гігієни, ветеринарні препарати, амуніція, аксесуари та смарт-девайси. Наразі мережа охоплює майже 200 зоомаркетів у 36 містах України, а також включає 15 грумінг-салонів у 6 містах. MasterZoo та UAnimals ініціювали благодійну акцію «Лапка турботи», метою якої є збір коштів на виїзні місії зі стерилізації, вакцинації та лікування тварин у прифронтових та обстрілюваних містах і селах. 
Suziria Charity – благодійний напрямок Suziria Group, який підтримує понад 130 фондів, зоозахисних організацій, притулків та волонтерів, допомагаючи не лише матеріально, а й через популяризацію теми адопції та соціалізації тварин.
У 2023 році започаткували проєкт Tails Changes за підтримки UAnimals та збудували у постраждалому від війни притулку «Бест Френдз» новий ветеринарний комплекс. 
Suziria Group ініціювала відкриття муралу «Сім'я для чотирилапого» в Києві, щоб привернути увагу до проблеми безпритульних тварин та важливості їх адопції. Головною героїнею муралу стала зооволонтерка Анастасія Тиха, яка врятувала 26 тварин під час евакуації з Ірпеня. Фотографія цього моменту, зроблена Крістофером Очіконе, стала символом мужності українців, які рятують тварин навіть у найважчі часи.
У 2024 році Suziria Group інвестувала 500 тисяч гривень у розбудову найбільшого в Україні притулку для тварин з інвалідністю «Дім Хвостів», яким опікується Анастасія Тиха.